# Holden (automerk)
Holden was het grootste en het bekendste Australische automerk. De voormalige producent van karren en autobussen werd in 1931 overgenomen door het Amerikaanse autoconcern General Motors. In 2021 is Holden per direct opgeheven door General Motors.

## Geschiedenis

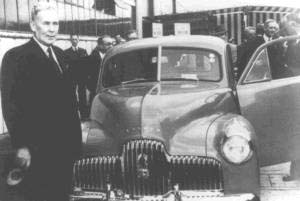
De Holden 48-215 Standard bij diens lancering in november 1948

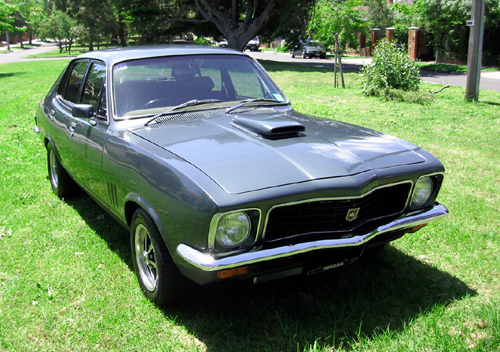
Holden LC Torana uit 1971

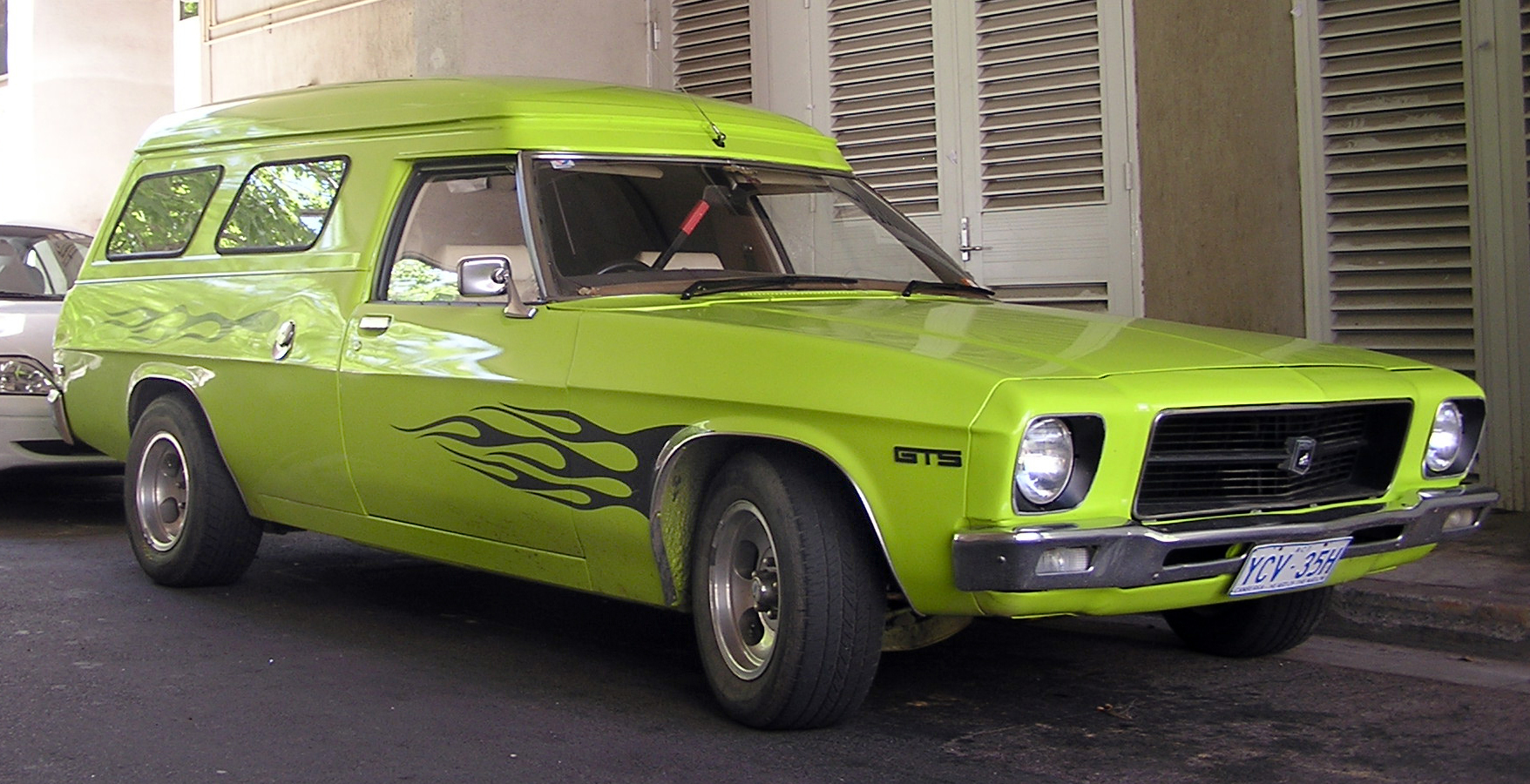
Holden HQ Panel Van uit 1971-1974

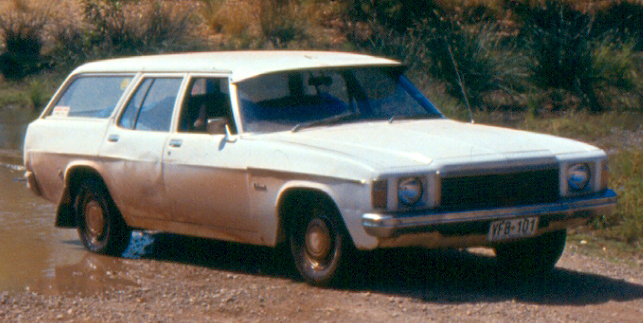
Holden HJ Belmont Wagon

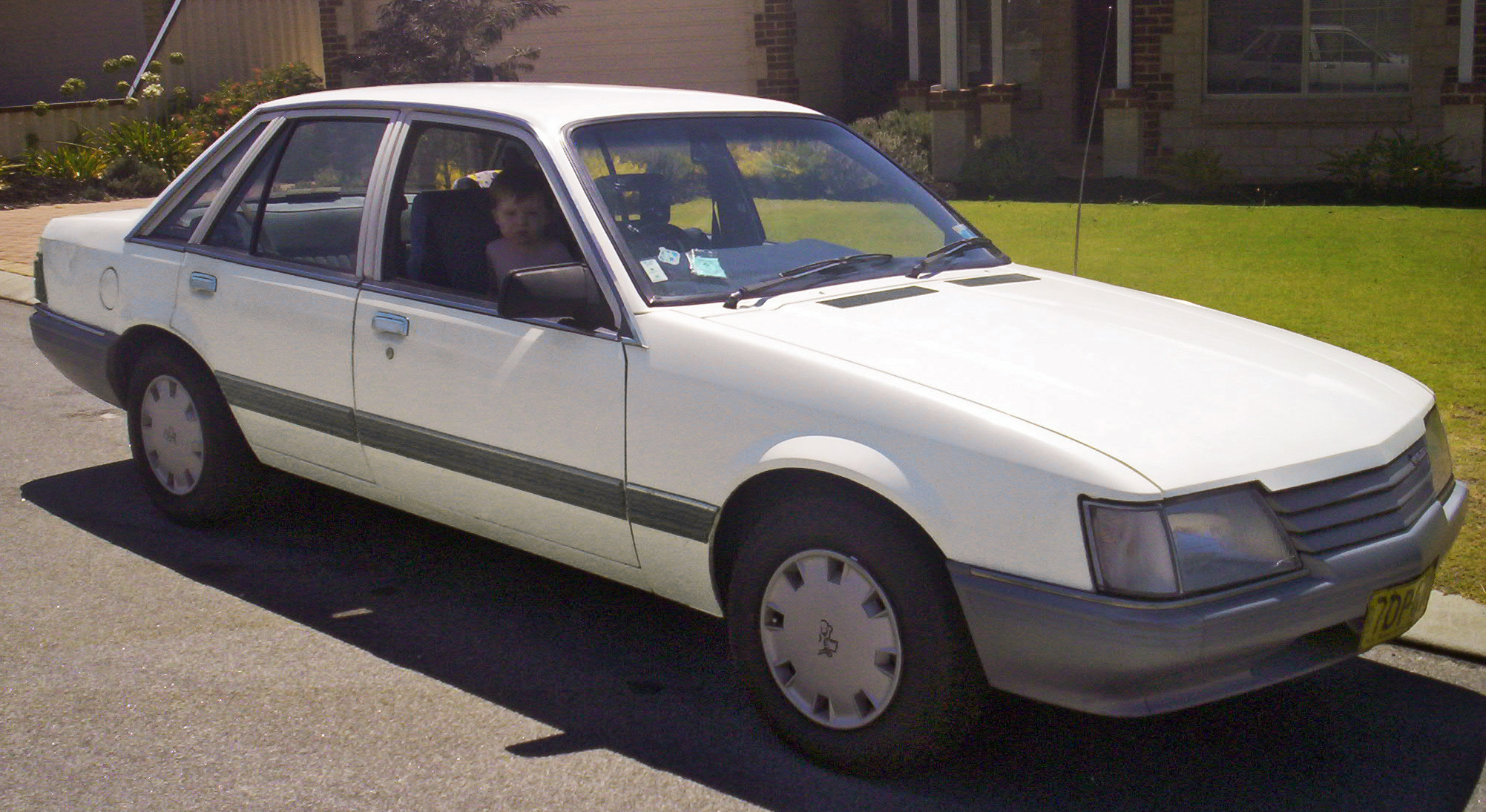
Holden VK Commodore uit 1984-1986

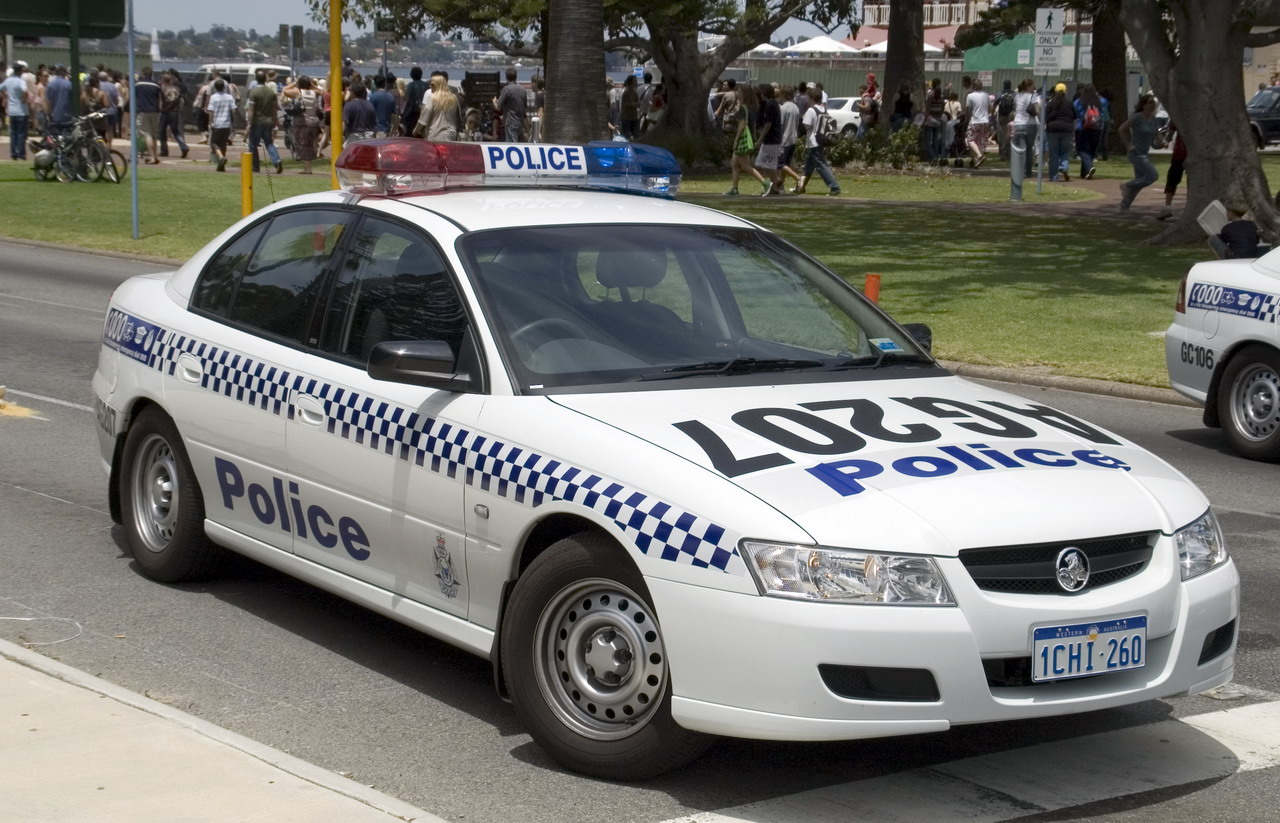
Holden VZ Commodore uit 2004-...

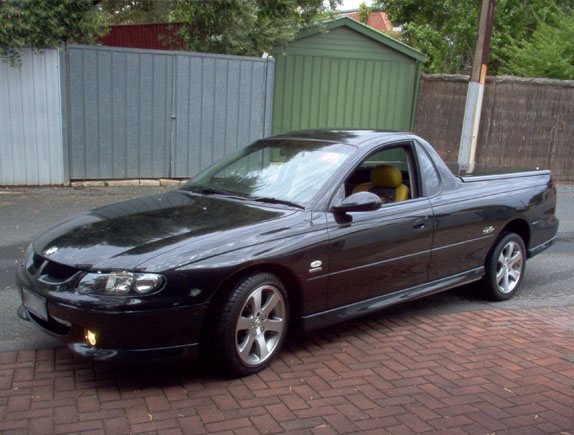
Holden Ute

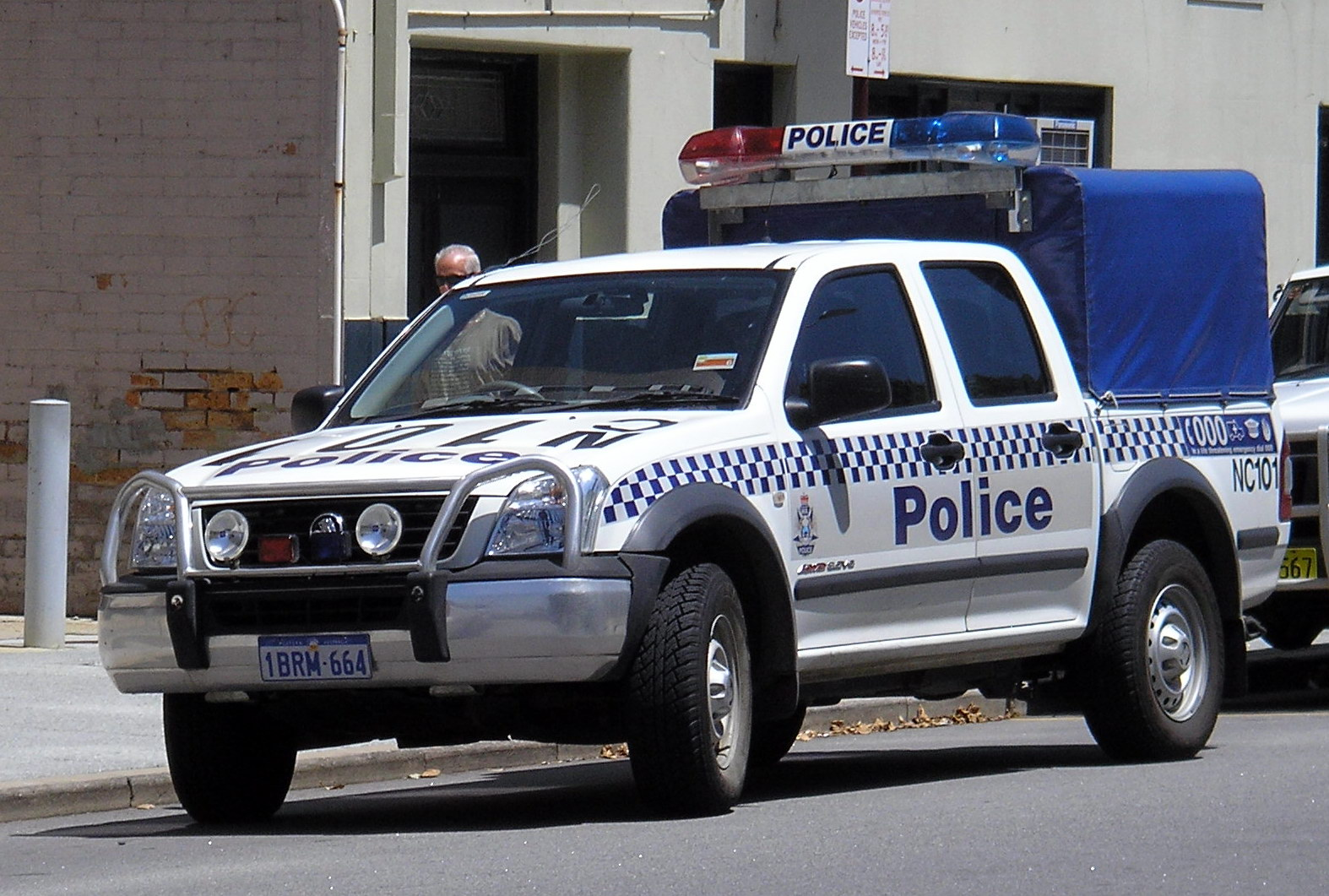
Holden Rodeo

### Voorgeschiedenis
James Holden was een immigrant uit Engeland die zich in 1852, op twintigjarige leeftijd, in Zuid-Australië vestigde. In 1856 richtte hij in Adelaide J.A. Holden & Co op, dat zadels en lederwaren maakte. Het vak had hij in zijn thuisstad Walsall geleerd.
De concurrentie in de sector was hard, en dus legde Holden zich toe op het maken van kwaliteitsproducten. Gestaag werd zijn zaak steeds succesvoller. Rond 1860 verhuisde de onderneming naar een groter gebouw. Vanwege de aanhoudende groei verhuisde het bedrijf daarna nogmaals en in 1878 nogmaals. Het was ook in dat jaar dat Holdens zoon Henry mee in de zaak stapte.
In 1885 fuseerde het bedrijf met het wagenbouwbedrijf van Henry Frost. De naam veranderde daarop in Holden & Frost. In 1887 stierf James Holden en kwam Henry Holden aan het hoofd van het bedrijf.
Tijdens de Tweede Boerenoorlog van 1899 tot 1902 kreeg Holden & Frost een order voor de rijuitrusting van 1000 paarden. Er werd een afdeling opgezet om die order zo snel mogelijk af te werken. Door de snelheid waarmee dit gebeurde kwam een tweede order van 1000 uitrustingen binnen.
In 1905 stapte de derde generatie Holdens met Edward Holden in het bedrijf. Edward was mechanisch aangelegd en werd aangetrokken door de automobiel. Daarvan dacht hij, in tegenstelling tot de rest van de familie, dat die met de tijd het paard zou gaan vervangen. Ook hadden de meeste mensen in die tijd niet zo veel op met de auto. Zeker eigenaars van paarden vonden de dingen te lawaaierig.

### Carrosserieën
In 1908 kon Edward zijn vader overtuigen om zelf te gaan kijken hoe de auto-industrie aan het opkomen was in Europa en Amerika. Intussen bracht hij het bedrijf in de autosector, met herstellingen en het produceren van onderdelen. Tijdens de Eerste Wereldoorlog maakte het bedrijf rijuitrustingen voor het Australische leger. Intussen begon Edward ook experimentele koetswerken te bouwen op chassis van verschillende merken, waaronder Hotchkiss, Maxwell
en Rover.
Door de Eerste Wereldoorlog werd ook de import van luxegoederen, waaronder auto's, beperkt. Vanaf 10 augustus 1917 mochten enkel nog chassis ingevoerd worden in Australië. Holden & Frost sloot daarop een deal om koetswerken op ingevoerde chassis te bouwen. In het eerste jaar werden zo bijna 5000 auto's gebouwd op een chassis van verschillende autobouwers, vooral Chevrolet.
In 1919 werd deze activiteit ondergebracht in de nieuwe
Holden Motor Body Builders Ltd.-divisie (HMBB).

### Assemblage
In de daaropvolgende jaren bleef de productie groeien. In 1922 verhuisde het bedrijf daarom naar een veel groter terrein. In 1923 onderzocht Edward Holden modernere technieken voor massaproductie in Groot-Brittannië en de Verenigde Staten. Het Amerikaanse autoconcern General Motors (GM) maakte intussen aanstalten om uit te breiden op de Australische markt. HMBB ging exclusief modellen
voor GM assembleren voor Australië. In 1925 werden zo meer dan 32.000 auto's gebouwd. In dat jaar werd ook besloten om de lederactiviteiten van Holden & Frost af te stoten en zich op de auto-industrie toe te spitsen.
In 1926 stierf Henry Holden en kwam Edward Holden aan het hoofd van het bedrijf. Nog in 1926 werd General Motors Australia gevormd, dat verschillende assemblagefabrieken neerpootte in Australië. Daarop vond General Motors het niet langer opportuun dat Holden een Australische versie van hun modellen bouwde. Tegen 1929 was de jaarlijkse productie daardoor tot onder de 2000 eenheden gedaald. Men besloot ook andere producten te gaan maken, waaronder fruitkratten en golfclubs. Edward Holden vertrok naar de VS om met GM te onderhandelen over een eventuele overname. Beiden kwamen een overnamesom van 1.111.600 pond sterling overeen.
In maart 1931 werd, als gevolg van de crisis, General Motors Holden Limited opgericht als de afdeling van General Motors in Australië. Edward Holden kwam aan het hoofd te staan. Als nieuwe manager werd in 1934 de Brit Laurence Hartnett binnengehaald. Hartnett had reeds ervaring opgedaan bij verschillende autobouwers, waaronder Vauxhall.
General Motors wilde de Australische assemblageactiviteiten stopzetten en complete auto's invoeren. Maar Hartnett zag het anders, en de Australische overheid droomde van een eigen Australisch automerk. Hartnett liet een nieuwe fabriek bouwen die in 1936 door de Australische premier werd geopend.
Toen gooide de Tweede Wereldoorlog roet in het eten. Gedurende de oorlog produceerde Holden militaire vrachtwagens, ambulances, kanonnen, pontons e.d. Toen tegen 1944 het einde van de oorlog in zicht was liet Hartnett de mogelijkheden van een Australische auto onderzoeken. Op 20 september 1944 keurde General Motors de plannen goed, maar Hartnett kreeg ook te horen dat er vanuit GM geen financiële middelen beschikbaar waren. Hij sprak zijn connecties aan en kon aan een lening van 3 miljoen pond sterling komen. Daarop volgde getouwtrek over het ontwerp tussen de Australiërs en de Amerikanen. GM wilde daarin zijn zeg hebben, hoewel ze het project niet zelf financierden. In afwachting werd het personeel van Holden aan het werk gehouden met de productie van onder andere gootstenen.
In de Verenigde Staten werd een prototype van Chevrolet gevonden dat dicht tegen het Australische concept aanleunde. In augustus 1946 werd een volledig functioneel exemplaar hiervan naar Australië gestuurd voor evaluatie. In Australië werkte men aan een eigen ontwerp dat Project 2000 heette, maar Holden werd gedwongen het ontwerp van GM over te nemen. Op het einde van dat jaar werd Hartnett naar het hoofdkantoor in New York overgeplaatst, maar in plaats daarvan nam de man ontslag. Nu er een ontwerp was, legde GM de lanceringsdatum van Australiës eigen auto vast op eind 1948.

### De Australische auto
Aldus geschiedde en de Holden 48-215 kwam in november 1948 op de markt. De Australische auto nam meteen een hoge vlucht. De productie steeg van 112 stuks in 1948 tot 80 per dag in 1950. Toen de 48-215 op de markt was werd het model gewoon verkocht onder de naam "Holden". Later, toen de Holden FJ verscheen, kreeg het model officieus de naam "FX". Verder werd de 48-215 verkocht met een 2,15 l zes-in-lijnmotor en een manuele drieversnellingsbak. De topsnelheid lag op 120 km/u. Er werden uiteindelijk 120.402 exemplaren van gebouwd.
Vijf jaar na de introductie, in oktober 1953, werd de 48-215 opgevolgd door de Holden FJ. In feite ging het om een facelift van die eerste. De FJ werd opnieuw een groot succes voor Holden. In die mate zelfs dat alle dealers wachtlijsten hadden en de verkoopcijfers van de concurrentie steevast daalden. Vanaf 1954 begon Holden ook te exporteren naar Nieuw-Zeeland. Na 169.969 kwam in 1956 de Holden FE. De FE had een volledig nieuw en veel moderner design dat was gebaseerd op de toenmalige Opel Kadett. Voor het eerst bouwde Holden ook stationwagens, hoewel het bij slechts 24 exemplaren bleef. Twee jaar later kwam alweer een nieuw model: de Holden FC. Die kwam zeer sterk overeen met de FE. Op 22 oktober 1958 (er werden toen al 100.000 auto's per jaar verkocht) rolde een FC als 500.000e Holden van de band. Het model haalde op de thuismarkt een marktaandeel van meer dan 50% en werd ook naar andere landen geëxporteerd. Na de introductie van de FB in 1960 bleef dit grote marktaandeel behouden en steeg het aantal exportmarkten tot meer dan 50. De opvolger kwam al in 1961 als gefacelifte FB die de naam Holden EK meekreeg. Dat model kreeg Holdens eerste automatische versnellingsbak. In dat jaar stelde de autobouwer al meer dan 18.500 mensen tewerk.

### Een succesverhaal
1962 zag grote vernieuwingen met de introductie van de EJ. Die was afgeleid van de Opel Kapitän en kreeg ook een luxeversie die Holden "Premier" heette. Op 26 oktober 1962 werd de miljoenste Holden geproduceerd, een EJ Premier. De EH, die in 1963 gelanceerd werd, kwam voor het eerst ook met een nieuwe motor. De intussen 15 jaar oude Grey Engine werd vervangen door de Red Engine. Die zescilinder was in 2,45 l- en 2,95 l-versie beschikbaar.
Na de zeer succesvolle EH werd de compleet nieuwe Holden HD in 1965 slecht ontvangen. Uiteindelijk werd het model vervroegd van de markt gehaald en staat het bekend als de kortst geproduceerde Holden uit de geschiedenis. Hierdoor werd de geplande opvolger, de Holden HR, al in april 1966 vervroegd gelanceerd.
Deze volledig hertekende HD werd wel goed ontvangen, met een uiteindelijke productie van meer dan 250.000 stuks. In tussentijd lanceerde Holden ook de Holden Torana, in feite een ingevoerde Vauxhall Viva. Deze vormde een kleiner alternatief voor
de grote familiewagen die de HR was.

### Amerikaanse invloed
De Holden HK uit 1968 bracht opnieuw veranderingen. Naast een nieuw design was er ook een lange optielijst met onder andere elektrische ruiten, airco en een keuze tussen vijf motoren. Die gingen van Holdens eigen I6'en tot 5 liter V8-motoren van Chevrolet. Deze verkoopstrategie werkte in de Verenigde Staten, en GM voorzag hetzelfde in Australië. Toen de HT geïntroduceerd werd in 1969 was Australië in de ban van de V8 geraakt en dus kon de HT met vier zulke motoren verkregen worden, waaronder Holdens eigen 4,2 l V8.
1970 was opnieuw een mijlpaal: Holdens eerste eigen geproduceerde automatische versnellingsbak werd uitgebracht in de HG. In 1970 verkocht Holden ook voor het eerst meer dan 200.000 auto's. Dan kwam de Holden HQ in 1971, een enorm populair model. Er werden dan ook bijna een half miljoen exemplaren geproduceerd, wat tot op de dag van vandaag een record voor het merk is. Toen het model in 1974 werd opgevolgd door de HJ besloot GM het sportieve imago van Holden te laten vallen ten voordele van een familiaal imago. De HJ werd ook naar Japan geëxporteerd, waar Mazda er een wankelmotor in stopte en hem verkocht als de Mazda Roadpacer.
In 1976 zorgden nieuwe emissienormen ervoor dat de motoren van Holden minder krachtig werden. Daardoor was de nieuwe Holden HX eigenlijk ondergemotoriseerd. Een jaar later werd het laatste model in de H-serie gelanceerd: de HZ. Deze bleef tot 1980 in productie.
In 1978 lanceerde Holden een compleet nieuw model: de Holden VB Commodore. De Commodore was afgeleid van de naamgenoot bij Opel, maar had Australische mechaniek en een 5 liter V8-motor. De Commodore groeide uit tot de bestverkochte auto van Australië. Het model bleef in vele generaties onderdeel van de V-serie en wordt nog steeds verkocht.

### Invoer uit Azië
Eind jaren 80 introduceerde de Australische overheid een plan om de lokale auto-industrie te hervormen. Die sector werd tot dan beschermd met hoge importtarieven. Het zogenaamde Button Plan moest de autosector rationaliseren door met buitenlandse constructeurs modellen te delen.
Holden ging samenwerken met Nissan en Toyota en bracht modellen van die autobouwers op de markt onder de eigen merknaam. Rond 1990 stopte de samenwerking met Nissan en ging Holden samenwerken met het Duitse zustermerk Opel. Midden jaren 90 stopte ook de samenwerking met Toyota, waarna ook diens modellen werden vervangen door Opels. Vanaf het jaar 2000 ging Holden ook samenwerken met het Zuid-Koreaanse Daewoo, dat door General Motors gedeeltelijk was overgenomen. Het merk gaat meer modellen van Opel vervangen door equivalenten van Daewoo. Door Daewoos faillissement in 2010 en de volledige overname van de Zuid-Koreaanse fabrieken door General Motors in 2011, stopte ook deze samenwerking.
In mei 2005 verhuisde Holden naar een nieuw modern hoofdkwartier aan de Salmon Street in Port Melbourne (Victoria), HQ191 genaamd, en naast de oude fabrieken gelegen.

### Export
Holden exporteert nog steeds een groot deel van zijn productie. In 2004 ging het in totaal om 52.372 voertuigen, op een totaalproductie van 178.027. Samen met de auto-onderdelen die Australië verlieten was die export ruim 900 miljoen euro waard. De belangrijkste buitenlandse afzetmarkt zijn de landen in het Midden-Oosten. Andere exportlanden zijn Brazilië, Nieuw-Zeeland en Zuid-Afrika. In veel van die landen worden de Holdens verkocht onder de merknaam "Chevrolet".

### Productie wordt gestaakt in 2017
In 2012 realiseerde Holden een omzet van 4 miljard Australische dollar en leed daarbij een verlies van 153 miljoen dollar. Begin 2013 maakte Holden het ontslag van 500 medewerkers bekend. De hoge koers van de Australische dollar maakt importmodellen goedkoper en dit heeft geleid tot minder verkopen. Sinds 2000 heeft Holden zo'n AU$ 2 miljard aan subsidies gekregen van de Australische overheid, maar dat heeft niet kunnen voorkomen dat de autobouwer nu in de verliezen zit. Zes maanden later besluit GM de twee fabrieken te sluiten. Tegen jaareinde 2017 verliezen bijna 3000 mensen hun baan waarvan zo’n 1600 in de staat South Australia en nog eens 1300 in Victoria. Eerder maakte Ford al bekend de productie stop te zetten en in februari 2014 nam Toyota het besluit de Altona fabriek in 2017 te sluiten. GM had om hogere subsidies voor Holden gevraagd, maar de regering heeft deze geweigerd. Holden produceerde 84.000 auto's in Australië in 2012. In oktober 2017 rolde de laatste auto uit de Elizabeth fabriek in Adelaide.

### Einde van de merknaam Holden
Op 17 februari 2020 kondigde General Motors aan dat in 2021 de verkoop, ontwerp en ontwikkeling van Holden in Australië zouden worden gesloten. Hiermee kwam definitief een eind aan de merknaam Holden.

## Productiecijfers
Holdens productiecijfers en het marktaandeel in Australië van de voorbije jaren:
| Jaar | Productie | Marktaandeel |
| ---- | --------- | ------------ |
| 1991 | 86.328    | 16,7%        |
| 1992 | 97.173    | 17,9%        |
| 1993 | 99.440    | 17,9%        |
| 1994 | 118.808   | 19,3%        |
| 1995 | 126.473   | 19,7%        |
| 1996 | 127.367   | 19,6%        |
| 1997 | 123.437   | 17,1%        |
| 1998 | 153.589   | 19,0%        |
| 1999 | 155.307   | 19,7%        |
| 2000 | 155.137   | 19,7%        |
| 2001 | 165.579   | 21,4%        |
| 2002 | 178.392   | 21,6%        |
| 2003 | 175.412   | 19,3%        |
| 2004 | 178.027   | 18,6%        |
| 2005 | 174.464   | 17,7%        |
| 2006 | n.b.      |              |
| 2007 | n.b.      |              |
| 2008 | n.b.      |              |
| 2009 | 66.764    |              |
| 2010 | 66.061    |              |
| 2011 | 90.424    |              |
| 2012 | 82.172    |              |

## Modellen
Indien er drie jaartallen vermeld zijn, gelden die voor respectievelijk de eerste, tweede en derde generatie van het betreffende model. De eerste en tweede generatie zijn uiteraard niet meer in productie.
- Barina, kleine hatchback
- Calais, grote sedan
- Caprice, grote sedan
- Colorado, middelgrote pick-up (gebaseerd op de Chevrolet Colorado)
- Combo, kleine bestelwagen
- Commodore, grote sedan
- Epica, middelgrote sedan
- Series II Captiva, middelgrote SUV
- Series II Cruze, compacte sedan
- Sportwagon, middelgrote stationwagen
- Ute, kleine pick-up

- Adventra (2003)
- Astra (2003)
- Barina (2005)
- Barina Sedan (2006)
- Berlina (1997/2002/2006)
- Calais (1997/2002/2006)
- Caprice (1999/2003/2006)
- Captiva (2006)
- Captiva MaXX (2006)
- Combo XC (2001)
- Commodore (1997/2002/2006)
- Crewman (2003)
- One Tonner (2003)
- Rodeo (1997/2003/2006)
- Statesman (1999/2003/2006)
- Tigra (2005)
- Ute (2003)
- Vectra (2003)
- Viva (2005)
- Viva Hatch (2005) (ook wel Viva)

- 48-215 (1948)
- Astra TR (1991)
- Astra TS (1998)
- Astra TS Classic (1998)
- Barina XC (2000)
- Belmont (1968)
- Cruze (2002)
- EH (1963)
- EJ (1962)
  - Premier (1962)
- EK (1961)
- FB (1960)
- FC (1958)
- FE (1956)
- FJ (1953)
- Frontera (1995)
- Frontera MX (1999)
- HD (1965)
- HG (1970)
- HJ (1974)
- HK (1968)
- HQ (1971)
- HR (1966)
- HT (1969)
- HX (1976)
- HZ (1977)
- Jackaroo (1992)
- Monaro (2001)
  - CV8-R (2003)
  - CV8 Series II (2002)
  - CV8 Series III (2004)
- Monterey (1999)
- Torana (1967)
  - LJ Torana GTR XU1 (1972)
- VB (1978)
- Vectra JR (1995)
- Vectra JS (1995)
- Vectra JS2 (1995)
- Zafira (2001)

## Prototypes
- Holden Efijy (2005)
- Holden Hurricane (1969)